# Gratiola ramosa
Gratiola ramosa là một loài thực vật có hoa trong họ Mã đề. Loài này được Walter mô tả khoa học đầu tiên năm 1788.